# La romana (film)
La romana è un film del 1954 diretto da Luigi Zampa, tratto dall'omonimo romanzo di Alberto Moravia.

## Trama
Roma, 1935. La giovane ed avvenente Adriana Silenzi viene indotta dalla madre vedova a lavorare come modella presso un pittore di via Margutta, per fare fronte alla loro povertà. Qui conosce Gisella, un'altra modella, che le propone di frequentare uomini ricchi e potenti tra cui Astarita, un importante gerarca fascista, ma Adriana rifiuta.
Quando conosce Gino, autista presso una ricca famiglia, se ne innamora e pensa di sposarlo. Ma un giorno in cui Gino è impegnato nel lavoro, Gisella la invita ad una gita in campagna senza dirle che sarà presente anche Astarita. Adriana dapprima respinge le avances dell'uomo, ma poi, in un momento di debolezza provocato dall'alcool, gli cede. Quando lui, ormai affascinato dalla giovane, le propone di diventare la sua amante lei gli comunica di voler sposare Gino: a quel punto Astarita le rivela di aver fatto indagini sul suo fidanzato e di aver scoperto che lui è in realtà già sposato ed ha una figlia.
La rivelazione sconvolge Adriana che lascia Gino dopo aver sottratto dalla casa dei suoi datori di lavoro un prezioso gioiello che poi, però, gli restituisce quando lui sta per essere accusato del furto. Il dolore per l'inganno subìto, la sua condizione di povertà e la disillusione sulla natura degli uomini portano Adriana a quelle frequentazioni maschili che aveva inizialmente rifiutato.

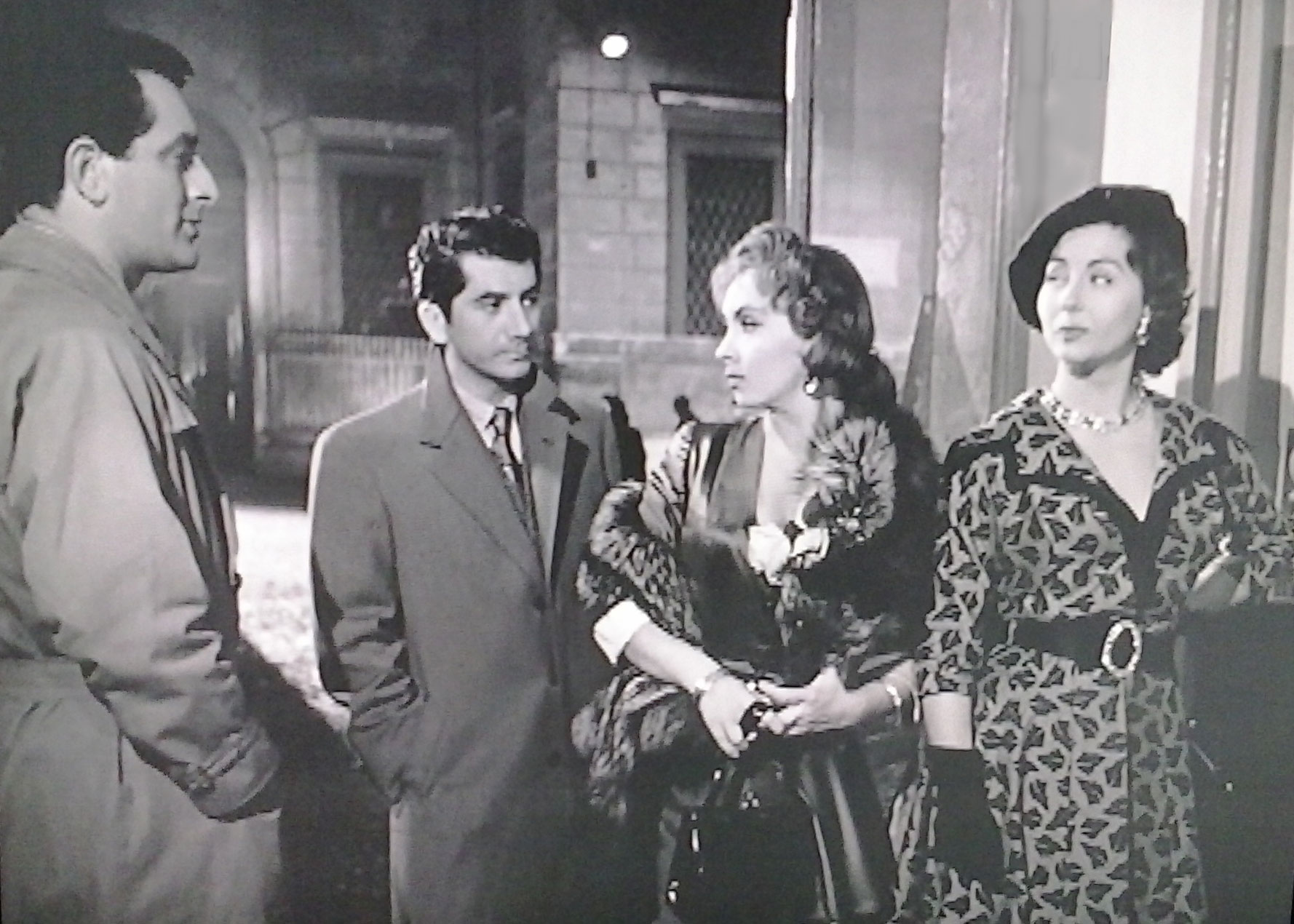
L'incontro tra Adriana e Mino. Da sinistra: Riccardo Garrone, Daniel Gélin, Gina Lollobrigida e Xenia Valderi.

Una sera, mentre lei e Gisella si recano al cinema, conoscono due uomini. Uno dei due è Mino, uno studente idealista che rifiuta di avere con lei un rapporto soltanto fisico.
Tra i due nasce l'amore e Mino chiede ad Adriana di conservargli dei documenti antifascisti. Nel frattempo Adriana ha rivisto Gino e tramite lui conosce Sonzogno, un piccolo malvivente, che le chiede di sposarlo. La ragazza, impaurita dalla rozzezza dell'uomo, prende tempo.
Un giorno la Polizia irrompe a casa di Adriana che riesce appena in tempo a far sparire le carte che le aveva dato Mino. I due innamorati decidono quindi di allontanarsi da Roma per qualche tempo, ma al loro ritorno Mino viene arrestato e non regge all'interrogatorio, tradendo i suoi compagni.
Disperata Adriana, che intanto ha scoperto di essere incinta di Mino, si rivolge ad Astarita per intercedere per lui. Quando il gerarca, ancora attratto da lei, arriva a casa della ragazza con i verbali dell'interrogatorio, vi trova Sonzogno che la minaccia e lo caccia via in malo modo, rassicurandola poi sulla mancanza di elementi contro Mino. Ancora una volta le chiede di avviare una relazione e nuovamente Adriana rifiuta, informandolo della sua maternità.
Sonzogno, per vendicarsi dell'umiliazione subita da Astarita, lo segue e lo uccide, restando a sua volta ucciso in un successivo scontro a fuoco con la Polizia. Adriana, tornata a casa, trova una lettera di Mino che, ignaro della mancanza di prove a suo carico, le annuncia di volersi suicidare per la vergogna di aver tradito. Adriana si reca all'obitorio, dove, disperata, trova il cadavere dello studente, del quale come ricordo le resterà il figlio che sta per nascere.

## Produzione

### Soggetto e sceneggiatura
Il film, una co-produzione italo – francese, è tratto dall'omonimo romanzo pubblicato nel 1947 da Alberto Moravia. «Quando mi proposero di girare La romana – ha ricordato Luigi Zampa - dato che sono molto rispettoso del testo ed ho una grande stima di Moravia, decisi che non potevo rivolgermi agli sceneggiatori di mestiere, non andava bene farlo». Questo compito fu quindi svolto, oltre che da Zampa, da Bassani e dallo stesso scrittore. Moravia non era nuovo all'attività di sceneggiatore; lo era diventato sin dagli anni trenta, quando, sottoposto alle restrizioni delle leggi razziali, aveva collaborato, ma senza essere accreditato, a diversi film, tra cui Ossessione.

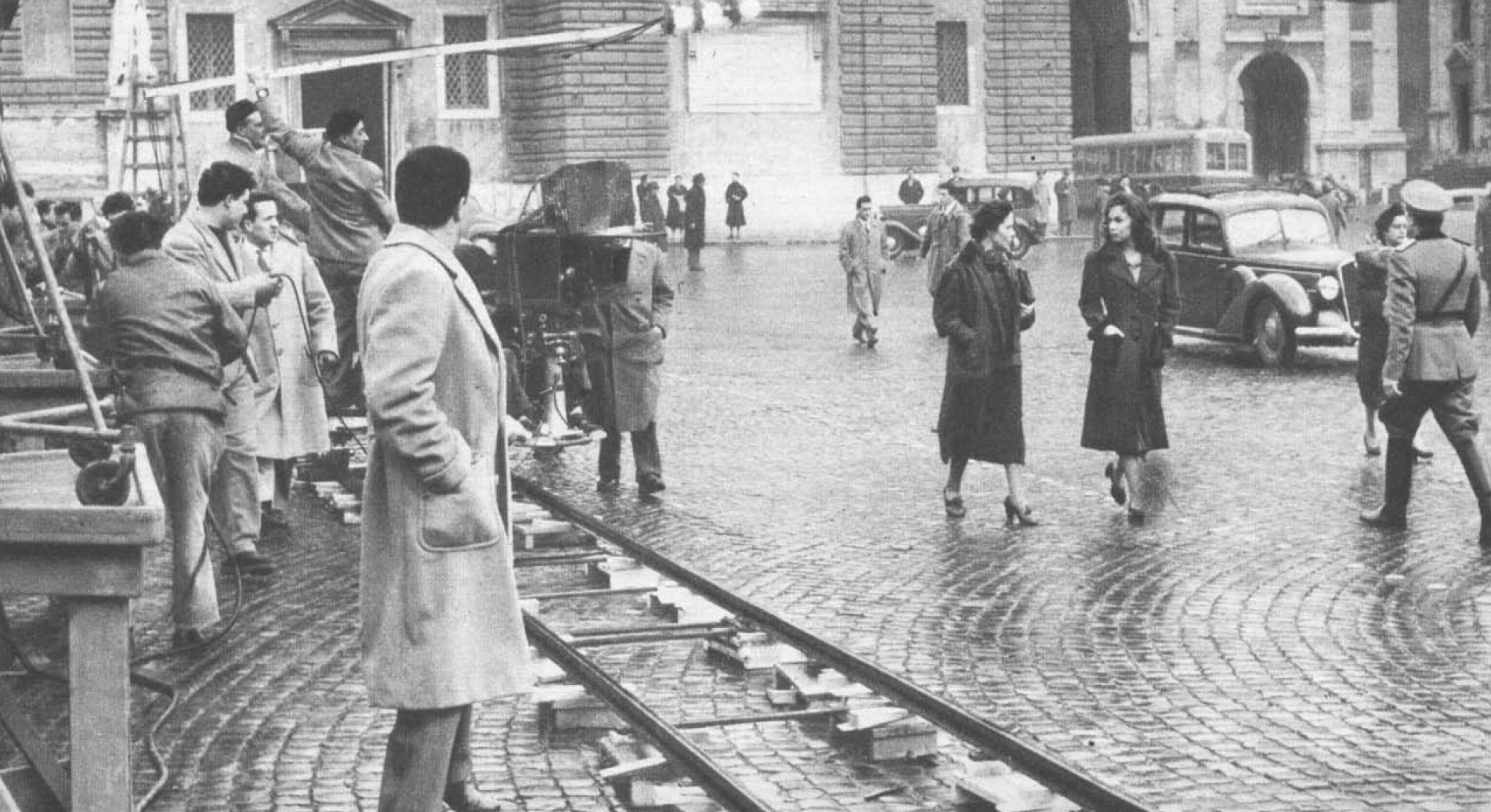
Il set a Piazza del Popolo: al centro Gina Lollobrigida e Pina Piovani. A sinistra, tra la troupe, il regista Zampa.

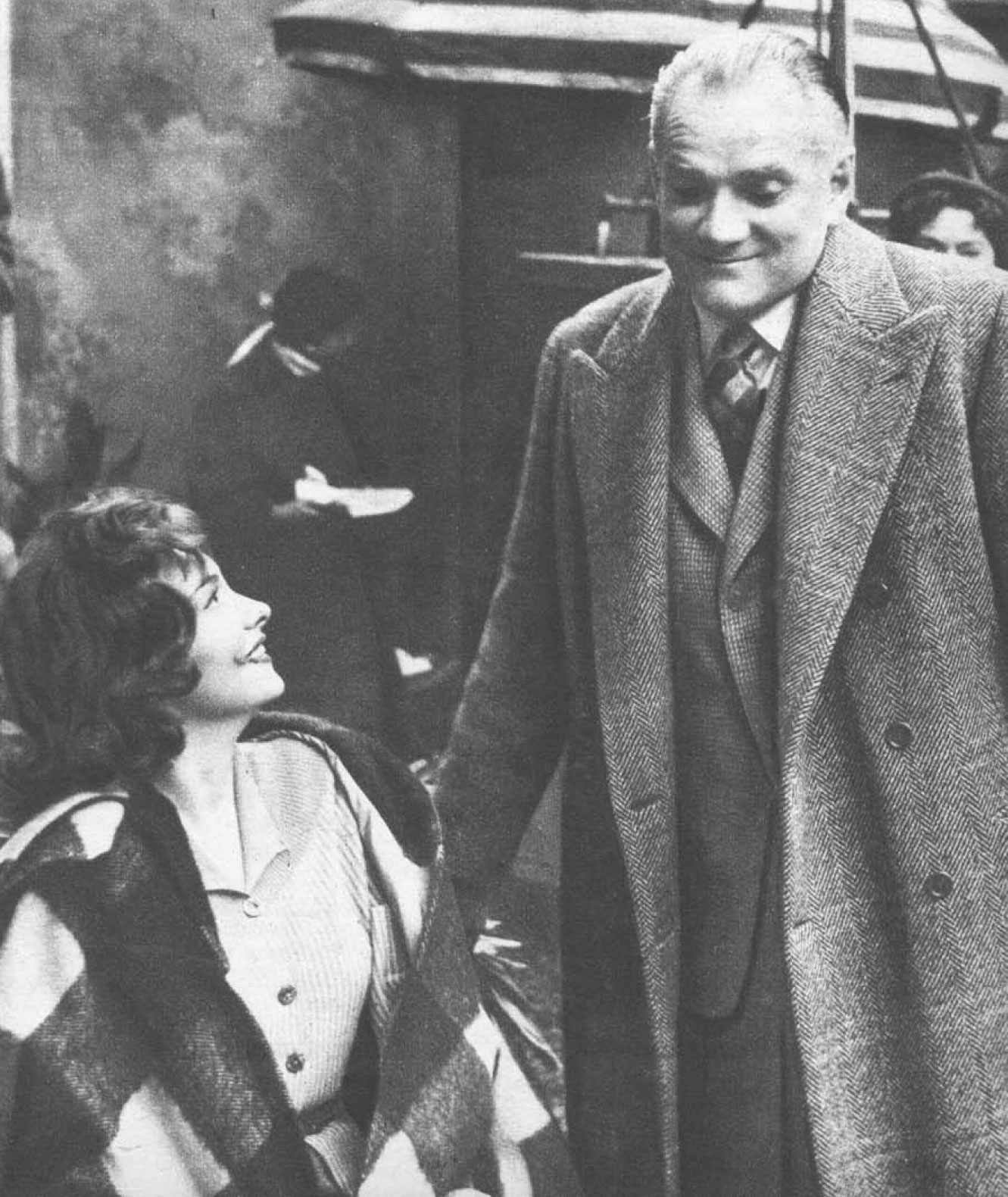
Incontro tra Alberto Moravia e Gina Lollobrigida sul set del film.

Già negli anni precedenti si era tentato di portare sugli schermi il romanzo di Moravia, ma senza esito, e ciò, secondo qualche commentatore, era dovuto alle difficoltà incontrate con la censura. «Io credo – dichiarò Zampa - che le difficoltà incontrate in passato per la riduzione de La romana dipendessero soprattutto da una vecchia concezione secondo la quale il testo di un romanzo va completamente rielaborato. Con Moravia e Bassani, invece, abbiamo cercato, per quanto possibile di attenerci con fedeltà al testo proposto».
Furono ben otto le versioni di sceneggiatura: «la quinta e la sesta erano un libero adattamento dell'opera di Moravia, la settima invece si era mantenuta fedele ai fatti ed ai personaggi dello scrittore. Fu questa la strada che Zampa ritenne più convincente. L'ottava sceneggiatura, quella definitiva, fu sottoposta a Flaiano per una revisione generale». Tra le principali difficoltà affrontate, ci fu quella di «non fare un'opera che la censura avrebbe poi fermato», anche tenuto conto che nel 1952 il romanzo di Moravia era stato posto all'indice dalle autorità religiose. Si apportano quindi alcune modifiche al romanzo: il luogo dove i due innamorati – Adriana e Mino – si frequentano (una casa in campagna, invece che nella stanza della ragazza), la maternità di Adriana attribuita allo studente, anziché al malvivente Sonzogno, la figura di Astarita, gerarca fascista, spregevole nel romanzo ma non nel film.

### Difficoltà con la censura
Ma, nonostante le cautele adottate, anche questo tentativo di trasposizione cinematografica del romanzo di Moravia incontrò fortissime difficoltà con la censura, che diedero luogo ad una serie lunghissima di vicissitudini protrattesi fino all'inizio del 1954. Delle traversie con la censura si occuparono anche i quotidiani, da L'Unità, che ne colse l'occasione per una polemica politica a La Stampa, secondo cui «sebbene la sceneggiatura sia stata letta ed approvata preventivamente, il film – già avanti nella lavorazione – forma da qualche tempo oggetto di uno scambio di lettere tra il sottosegretario on. Ermini ed i produttori. Gli organi della censura farebbero delle riserve dicendo che l'argomento è immorale e vorrebbero rivedere ancora la sceneggiatura e visionare il materiale già girato. Intanto il finanziamento è stato sospeso».

## Accoglienza

### Delusione a Venezia
Superati finalmente gli intoppi censori (che comunque comportarono il divieto di visione del film per i minori di 16 anni), la “prima” de La romana avvenne alla Mostra di Venezia la sera del 30 agosto 1954. L'interesse creatosi attorno al film era spasmodico, al punto che si verificò il fenomeno di «biglietti di ingresso venduti alla borsa nera, ad un valore anche dieci volte superiore al costo nominale». Qualche cronista descrisse anche scene di calca al momento dell'arrivo della Lollobrigida tali da mettere a rischio l'incolumità fisica dell'attrice. Del resto già durante la lavorazione degli esterni a Roma, in Piazza del Popolo, era stato necessario «chiedere rinforzi alla Polizia per trattenere la folla che, pur abituata da anni e vedere piazze e strade di Roma con i riflettori, si accalcava minacciosa attorno alla troupe per vedere da vicino la bella protagonista.».
Ma questa frenetica attesa andò delusa ed il giorno dopo tutti i quotidiani uscirono con giudizi insufficienti, quando non apertamente negativi: «Accoglienza piuttosto fredda; il film è piaciuto a metà» commentò il Corriere della Sera ed analoghe valutazioni espressero anche gli altri critici presenti. Mario Gromo de La Stampa scrisse di «verdetto di un pubblico strabocchevole che potrà apparire spiacevole, ma non ingiusto», mentre per Gian Luigi Rondi de Il Tempo «L'attesa per La romana è andata completamente delusa». Anche Ugo Casiraghi de L'Unità, che pure aveva difeso il film di Zampa nei confronti della censura, lo definì «una delusione».
Nel giudizio di Cinema «Zampa ha sbagliato i propri calcoli quando ha pensato di potersi trincerare dietro una presunta fedeltà ossequiosa nei confronti di Moravia», rilevando nel film «la totale assenza di un ambiente, di una società, di un'epoca intorno ai protagonisti [...] quello che gli aveva consentito di evocare in Processo alla città un mondo vivo nelle sue contraddizioni». Lo scrittore Italo Calvino, a quel tempo inviato a Venezia per il quindicinale Cinema Nuovo, giudicò che «qui tutto è gratuito; mancato sul piano dell'adesione all'opera letteraria, il film si rivela mancato anche come autonoma rappresentazione drammatica di costume».

### Revisione del film
Le critiche raccolte a Venezia amareggiarono Zampa che spiegò: «Ho fatto vedere La romana a trenta persone prima di presentarlo a Venezia. Tutta gente qualificata che, almeno con me, non ha riguardi. Ebbene, l'accoglienza è stata positiva, scarsi i rilievi, ancora più scarse le riserve». Il regista addebitava l'insuccesso al «clima di attesa morbosa che si è creato attorno al film che ha finito per nuocermi; troppa elettricità in giro...» e, pur ritenendo necessarie alcune modifiche, si disse «comunque convinto che con due o tre tagli il film andrà a posto».
Gli aggiustamenti non furono quindi molti e la fedeltà al romanzo fu «solo lievemente corretta». Paradossalmente proprio quello che il regista nelle varie occasioni aveva presentato come un valore – cioè una forte adesione al testo moraviano - fu l'elemento che diede origine alle valutazioni negative, che non vennero meno neppure quando, completata la revisione, La romana fu distribuito nelle sale. «I rilievi fatti al film conservano validità anche dopo il secondo esame - ribadì Lanocita - [ed] i ritocchi apportati hanno giovato al film, ma non hanno eliminato i suoi errori», mentre su La Stampa fu l.p. [Leo Pestelli] a giudicare il film «non del tutto convincente» evidenziandone i due principali difetti: «eccesso di fedeltà, quasi una servitù, alla folta materia del romanzo ed una grave sfocatura del personaggio principale».

Quattro fotogrammi de La romana che ritraggono Gina Lollobrigida con i partner maschili del film. 1) Con Franco Fabrizi, l'autista Gino, suo primo fidanzato; 2) Con Raymond Pellegrin, che interpreta il gerarca fascista Astarita. 3) Con Daniel Gélin, lo studente Mino da cui Adriana avrà un figlio e 4) Con Renato Tontini, un ex pugile cui fu affidato il ruolo del malvivente Sonzogno

### Esito commerciale
Per consentirne la revisione, il film non fu distribuito nelle sale che alla fine del mese di ottobre e, contraddicendo le riserve della critica, ottenne un buon successo commerciale. Sui dati del suo incasso esiste una lieve divergenza tra il Catalogo Bolaffi, che espone un risultato di 594 milioni di lire dell'epoca, ed il Dizionario del Cinema che invece gli attribuisce un introito di 547 milioni. Comunque La romana si situò nella parte alta, intorno al 13º posto, della classifica degli incassi dei 145 film prodotti in Italia nel 1954, anno in cui il campione del botteghino fu, con un miliardo e 800 milioni di incasso, Ulisse di Camerini, seguito da Pane, amore e gelosia di Comencini, sempre con protagonista la Lollobrigida, che arrivò a circa un miliardo e mezzo.

### Giudizi sugli interpreti
Assieme alle già ricordate riserve espresse sul film sia in occasione della Mostra di Venezia, sia successivamente, molti osservatori diedero giudizi poco lusinghieri su alcuni degli attori, come Daniel Gélin che Cinema definì «un attore con irrisolutiva e monotona fissità». Tali critiche, tuttavia, non riguardarono la principale interprete, Gina Lollobrigida, la cui prestazione fu invece lodata da molti osservatori. «L'attrice è l'elemento più valido e convincente – scrisse Mario Gromo e senza la sua vibrante e sicura sincerità le accoglienze del film sarebbero state ancora più incerte».
«Ne penso tutto il bene che merita – questo il giudizio di Italo Calvino - pur senza elevarla alle stelle. Vuole diventare una brava attrice, vuole lavorare bene, sono doti tanto rare. La sua bellezza un po' irreale pare respingerla verso figure di convenzione; lei invece cerca il suo personaggio ben preciso nella realtà sociale italiana». Anche per Lanocita «la prova più convincente è stata quella di Gina Lollobrigida, la protagonista. È grazie a lei che il film si riscatta, ai suoi impulsi mutevoli, alle alternanze di slanci ed indolenze». Quando nel 1991 Zampa morì la Lollobrigida rilasciò una commossa dichiarazione: «Io a Zampa devo proprio un grazie particolare. Di lui ricordo la calma, il sorriso, la tranquillità serafica, quando per La romana eravamo circondati da un clima di vero e proprio scandalo. Era un uomo meraviglioso che sapeva farsi rispettare ed amare per la cortesia, l'affabilità, l'educazione, il clima di tranquillità con cui impostava il suo lavoro».

### Critica successiva

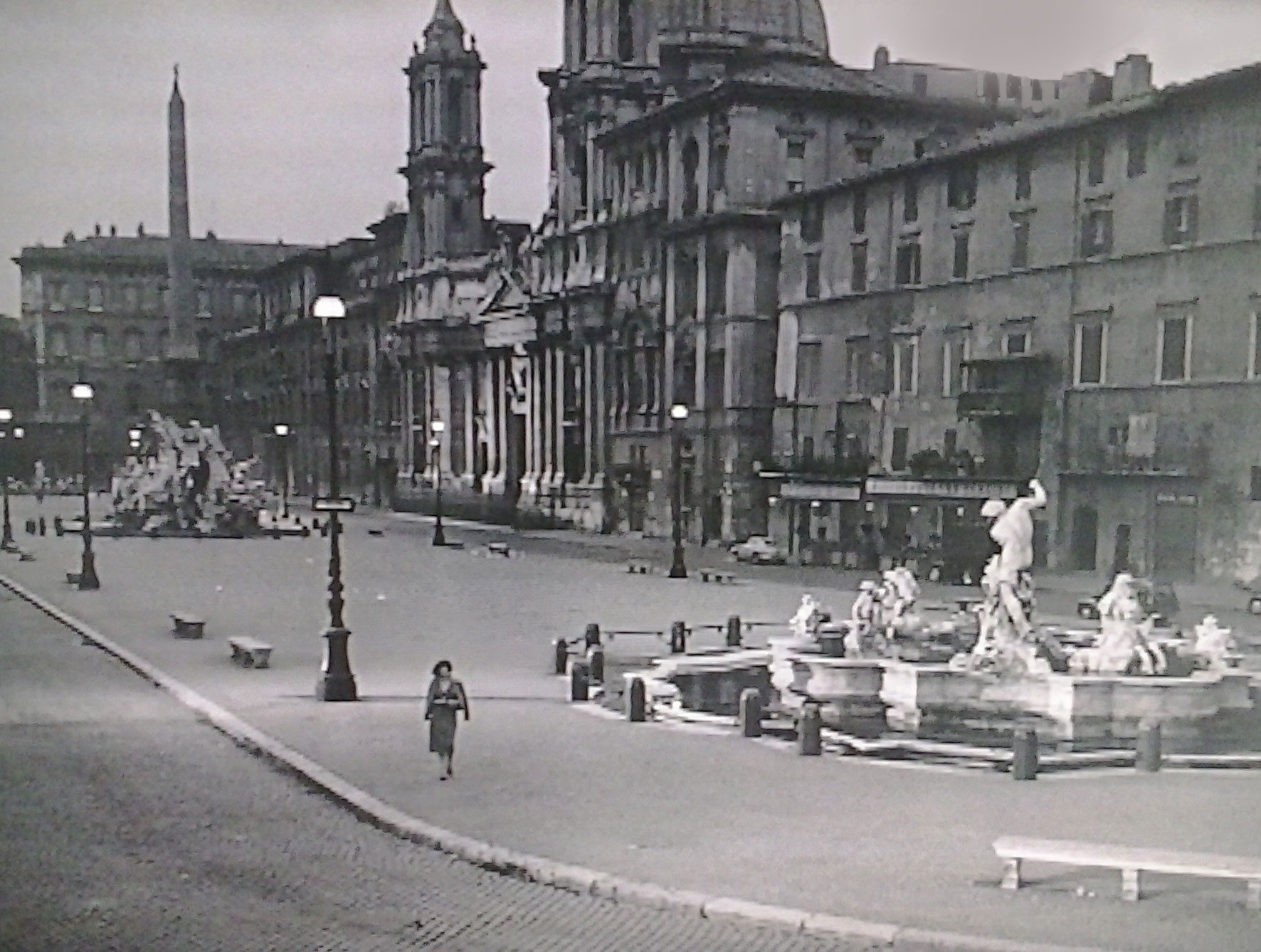
Campo lungo per Gina Lollobrigida all'alba in una Piazza Navona deserta

Nel corso degli anni i giudizi sul film non cambiarono, alternandosi tra quelli più critici e quelli meno negativi, ma mai convinti. «Al momento della verità si rivelò un film mediocre; l'ambiente, i personaggi ed i loro rapporti appaiono superficiali e generici, le situazioni stagnanti e noiose, i dialoghi inadeguati». Brunetta attribuisce l'insuccesso del film all'assenza degli stimoli che gli offriva la collaborazione con Brancati». Più recentemente, Pezzotta giudica La romana «il film più vistosamente calligrafico di Zampa, quello in cui l'impegno stilistico si avverte in ogni inquadratura», aggiungendo che « L'interesse di Zampa, questa volta, non è rivolto alla politica (…) per Zampa il centro del film è un altro: il tema morale e sessuale, ossia l'altro capo di imputazione che mobilita i censori».
Rimase un giudizio generalmente positivo per la protagonista: «La romana offre alla Lollobrigida la possibilità di smettere i panni leggeri della “bersagliera” di Pane, amore e fantasia e di dimostrare le sue doti di interprete completa contro l'opinione comune», anche se Spinazzola ritiene che «non valsero a mutare il posto da assegnare alla Lollobrigida nel firmamento divistico alcune parti drammatiche che volle interpretare e che pure ottennero ragguardevoli successi di pubblico».
In una visione storica più ampia, il film di Zampa è stato inquadrato nella più generale evoluzione che ebbe luogo quell'anno: «Proprio nel 1954 il cinema italiano compie una oggettiva svolta. Chi per la scelta delle fonti letterarie (Visconti, Zampa, Lizzani), quando non epico-mitiche (Camerini), chi per una ispirazione “teatrale” (Castellani, Giannini), chi per una vibrante problematica esistenzial-spirituale (Rossellini, Fellini), tutte alquanto lontane dall'immediatamente post bellico “cinema della realtà”».